# Oude Sint-Petrus'-Bandenkerk (Bladel)

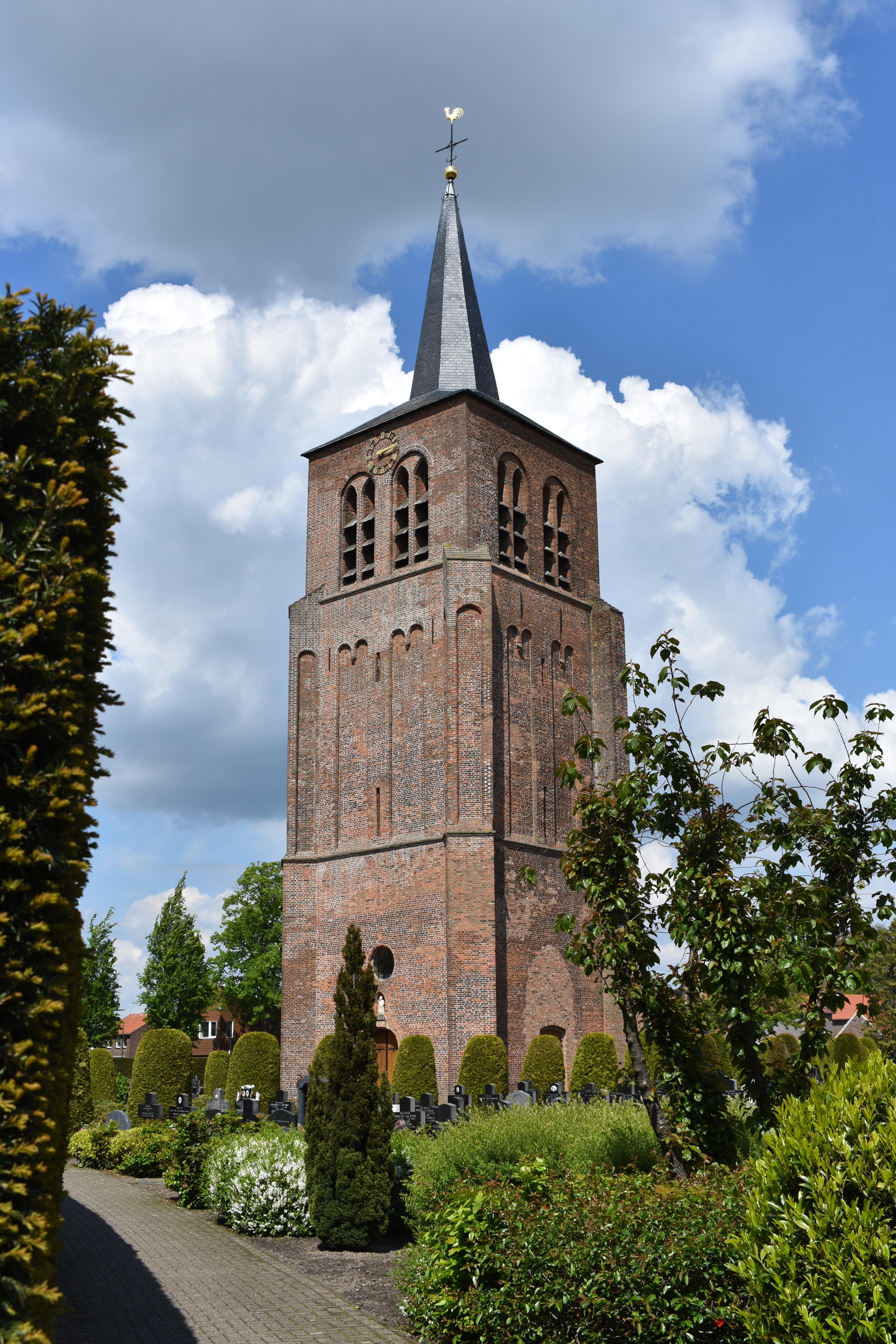
De oude kerktoren

De Oude Sint-Petrus'-Bandenkerk is een voormalig kerkgebouw in de Noord-Brabantse plaats Bladel, gelegen aan de Torenbogt. Ze was gewijd aan de bevrijding van Petrus.

## Geschiedenis
In Bladel stond een gotische kerk met toren, omringd door een kerkhof. In 1879-1880 werd het kerkje gesloopt, met behoud van de toren.
Het hoofdgebouw werd vervangen door een neogotisch bouwwerk ontworpen door Peter Bekkers. Dit was een bakstenen basilicale kruiskerk met, naast de voorgebouwde middeleeuwse toren, ook een vieringtorentje. 
Ook deze, neogotische kerk werd gesloopt, en wel in 1927. 
Een nieuwe Sint-Petrus'-Bandenkerk werd iets ten zuiden van de oorspronkelijke kerk gebouwd. De 15e-eeuwse toren bleef behouden en staat sindsdien op het kerkhof.